# Göteborgs remfabrik

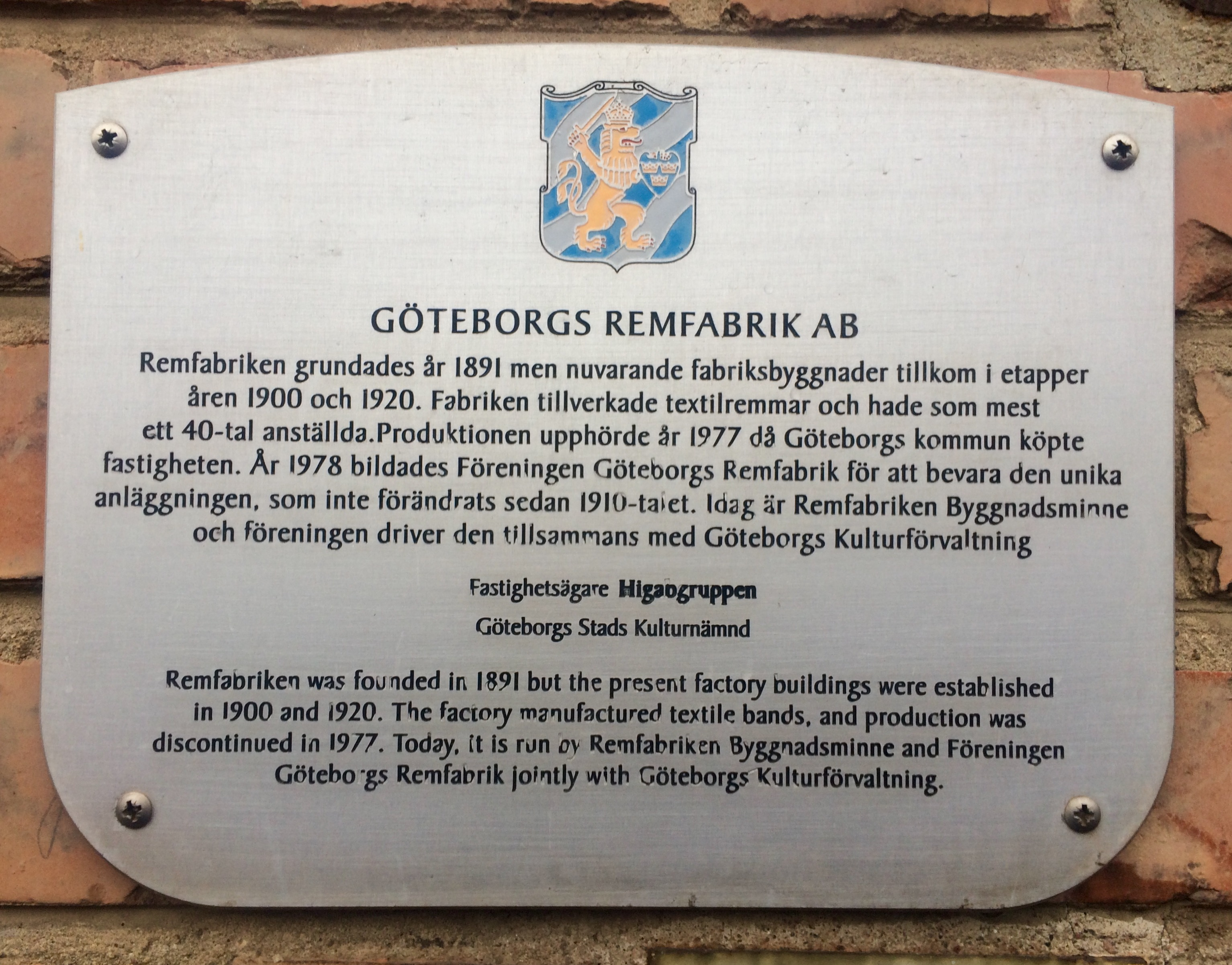
Informationsplakett uppsatt som en del av Göteborgs stads kulturnämnds "Projekt Husmärkning" under åren 2000–2001 med drygt hundra skyltar på några av stadens utmärkta hus.

Göteborgs Remfabrik är ett arbetslivsmuseum som drivs av Föreningen Göteborgs Remfabrik. Det ligger på Åvägen 15 i stadsdelen Gårda, i centrala Göteborg. I fabriken har nästan ingenting förändrats sedan sekelskiftet 1900. Den är byggnadsminnesförklarad sedan den 17 september 1984.

## Historia

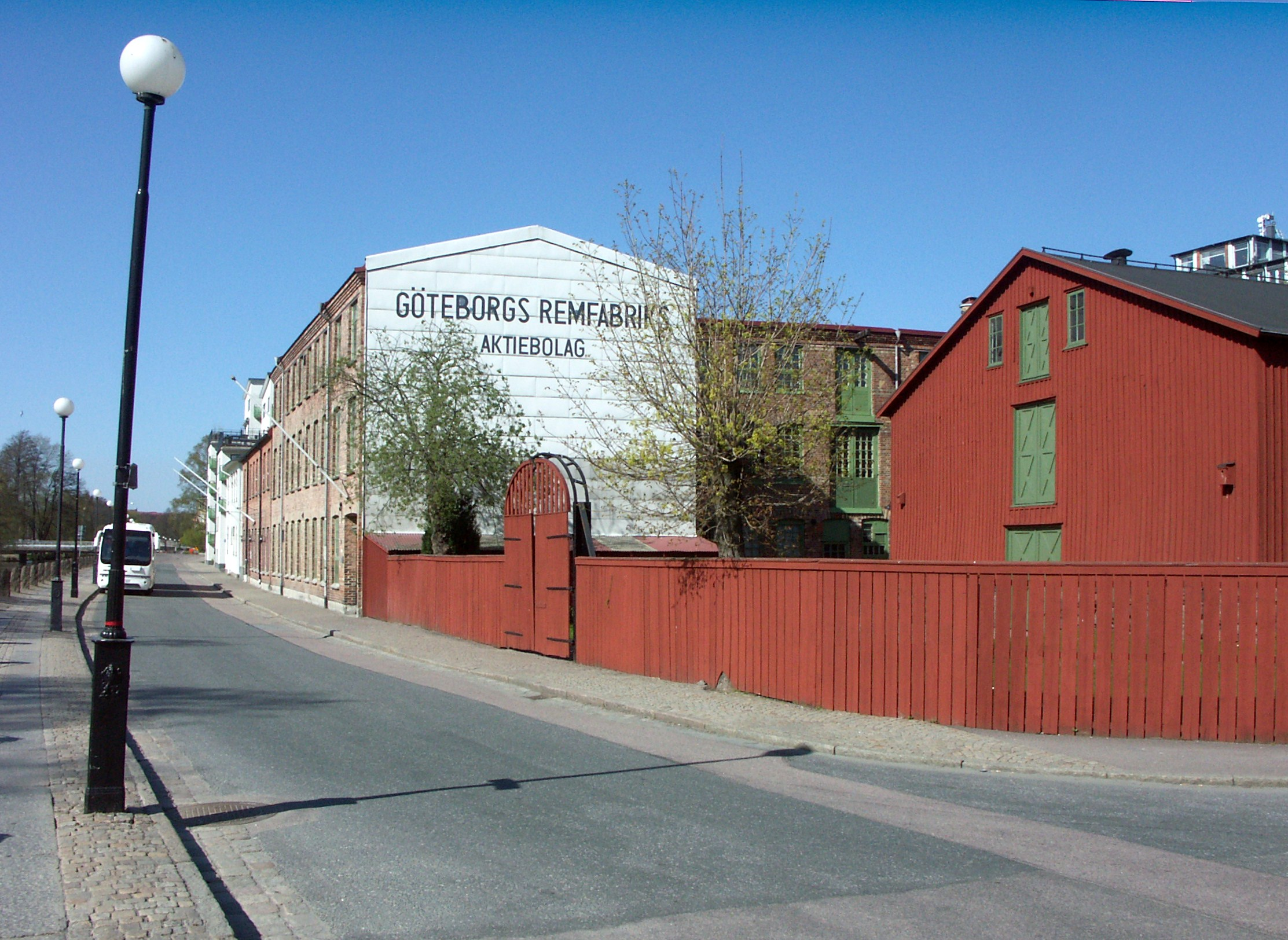
Remfabriken och Åvägen mot norr.

Företaget grundades 1891, och den första fabriken på platsen var en mindre byggnad av trä. Träbyggnaden brann ner i maj 1900, men fabriksledningen beslutade omedelbart att en ny fabrik skulle uppföras, denna gång dock av tegel. Den nya fabriken stod färdig 1901, där huvudbyggnaden uppfördes i tre våningar. Vid östra gaveln fanns en lägre byggnad där ångmaskinen stod. Dessutom fanns det några enklare skjul av trä, avträden, förråd och liknande. Tillbyggnader skedde 1907 och 1915.
Elektrifiering av produktionen skedde omkring 1914, och den låga byggnaden med ångmaskinen fick ge plats för en utbyggnad av huvudbyggnaden. Viss modernisering blev det på 1940-talet då lokalerna målades om och vattentoaletter installerades. Lysrör monterades i slutet av 1940-talet men sedan upphörde moderniseringen, sannolikt för att produktionen och därmed lönsamheten gradvis minskade.
År 1947 hade man 35 industriarbetare anställda, som tillverkade "... driv- och transportremmar av bomull, cellull, hampa och kamelhår samt bomullsbromsband." Produktionsvärdet var detta år 1 miljon kronor.
Efter att verksamheten upphört 1977, köpte Göteborgs kommun in fabriken och hade under en period planer på att riva byggnaderna för att ge plats åt trafiken till och från E6:an. Planerna ändrades dock, och den 17 september 1984 blev Remfabriken i stället byggnadsminnesförklarad av riksantikvarieämbetet. Byggnadsminnesförklaringen gäller både byggnaden, maskinerna och övrig inredning.

## Maskinerna

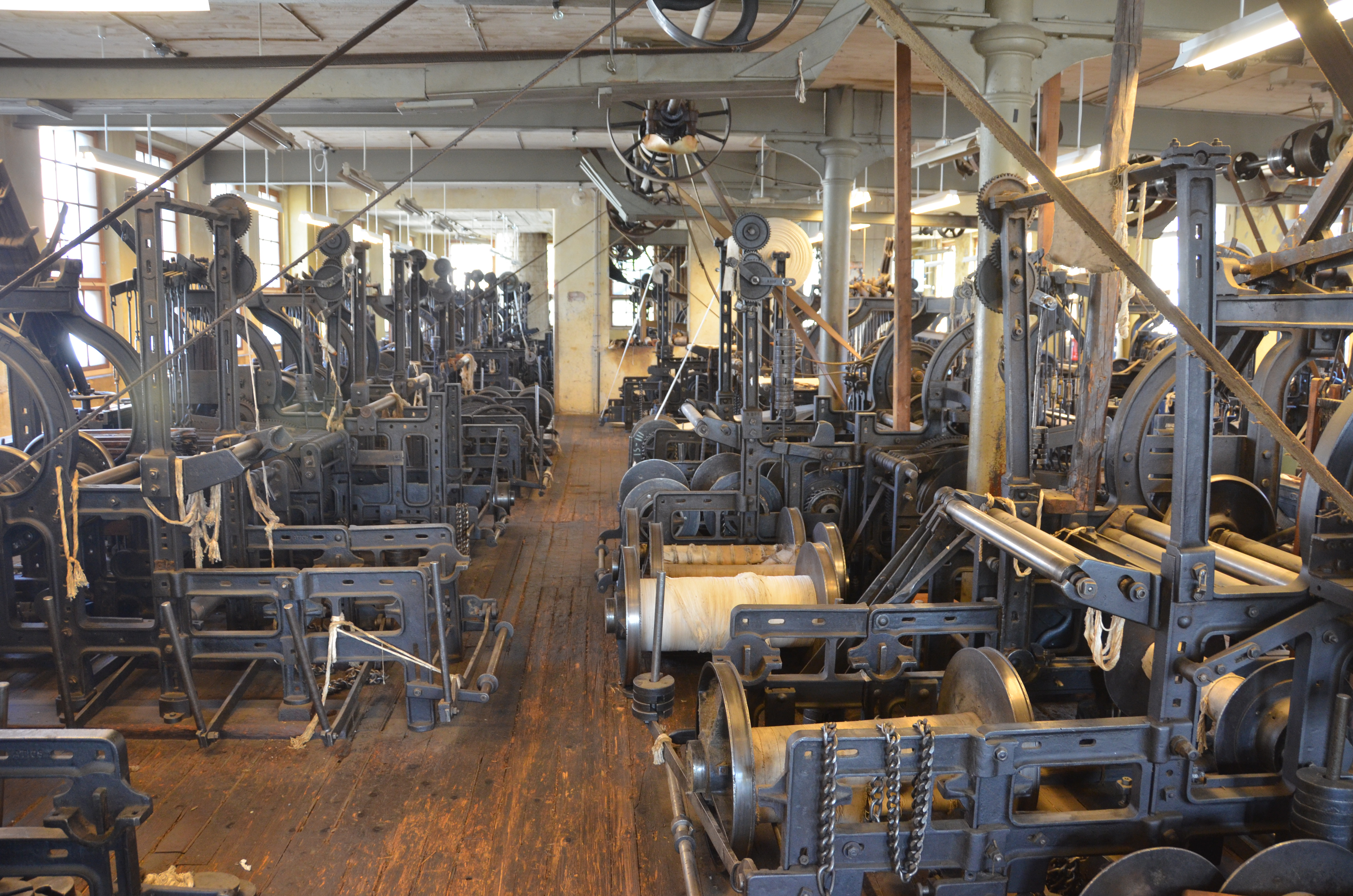
Central drivaxel med två rader av vävstolar

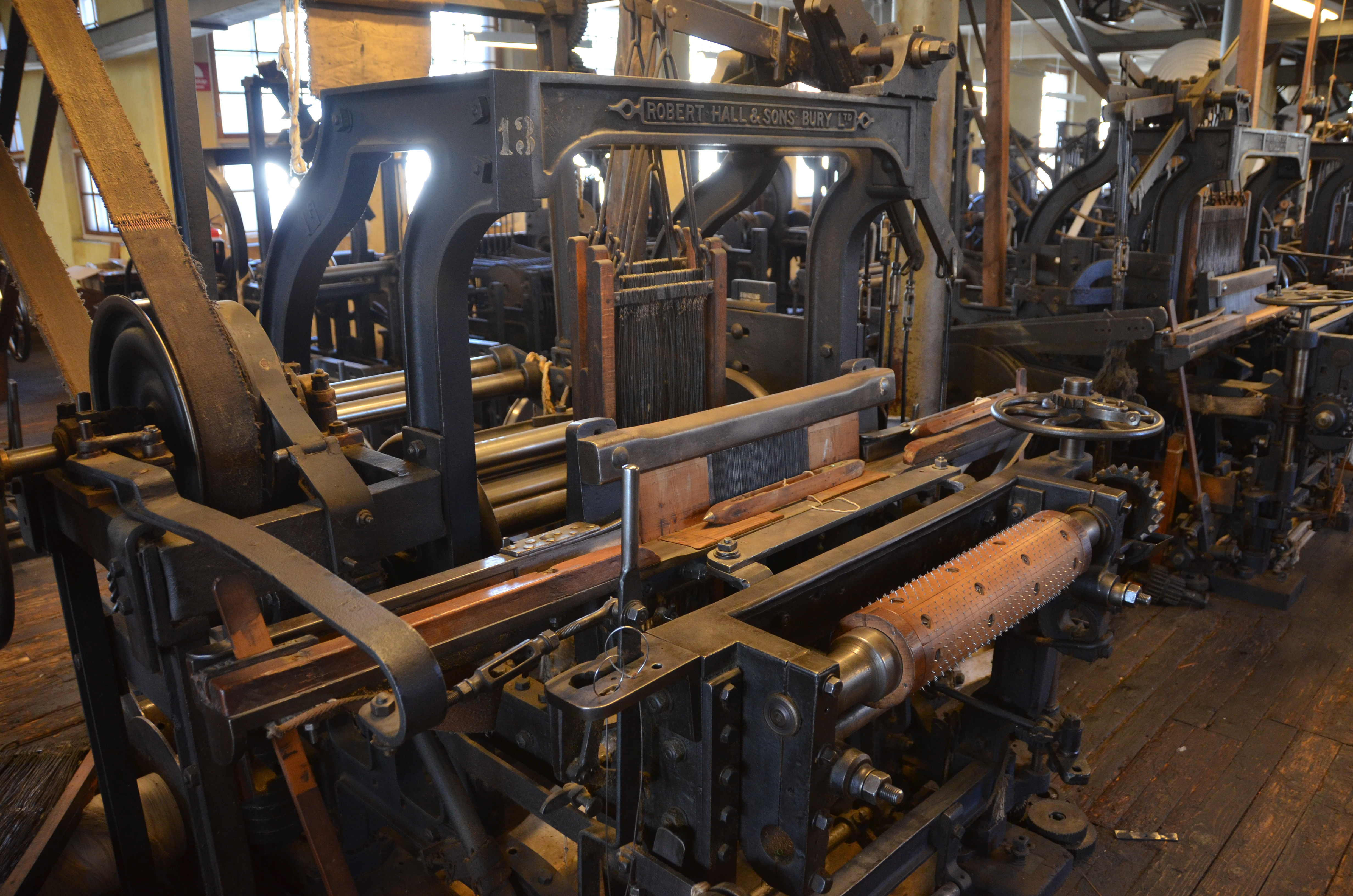
Vävstol av Robert Hall & Sons, Bury, England, tillverkat omkring 1905

En förutsättning för remfabrikens verksamhet var systemet med central remdrift. 1800-talets industrier hade inte tillgång till små kraftkällor utan fick sin mekaniska energi från vattenhjul, turbiner och ångmaskiner från vilka kraften överfördes till de separata maskinerna genom ett transmissionssystem med axlar och remmar. Remfabriken producerade ursprungligen remmar till sådana transmissionssystem. En annan göteborgsindustri, Svenska Kullagerfabriken, kom till som en lösning på problem  med systemens långa axlar. Transmissionssystemet vid Göteborgs Remfabrik drevs ursprungligen av en enda ångmaskin och går genom byggnadens alla tre våningar. När fabriken elektrifierades cirka 1914 ersattes ångmaskinen av stora elektromotorer, men transmissionssystemet behölls. Det är sannolikt det bäst bevarade i Skandinavien.
Remfabrikens ursprungliga maskinpark finns bevarad och står på samma plats som när fabriken lades ner. På tredje våningen (översta våningen) ligger varpsalen med tvinnmaskiner, varpor och bomställningar.
I vävsalen på andra våningen står vävstolar i långa rader och på bottenvåningen står ytterligare några, varav en är mycket stor. Alla dessa maskiner importerades från England i början av 1900-talet. 
Dessutom står på fabriken flera gamla maskiner från nedlagda snörmakerier och bandfabriker. Det rör sig om bandvävstolar – varav två är jacquardvävstolar – flätmaskiner samt en handduksvävstol. Det är huvudsakligen med hjälp av dessa som föreningen producerar textilier idag. Remtillverkning sker bara i liten skala, främst för att visa besökare hur vävstolarna fungerar.

## Remfabriken idag
Göteborgs stad äger fastigheten sedan 1991 genom det kommunala bolaget Higab. Kulturnämnden står för hyra, el och vatten medan Föreningen Göteborgs Remfabrik bedriver den egentliga museiverksamheten.
Göteborgs Remfabriks arkiv, som omfattar omkring 68 hyllmeter, förvaras av Riksarkivet Landsarkivet i Göteborg.